# Neslihan Atagül
Neslihan Atagül Doğulu, née le 20 août 1992 à Istanbul (Turquie), est une actrice turque, également mannequin. Elle est surtout connue pour son rôle dans Kara Sevda (2015-2017), l'une des séries turques les plus réussies, vendue dans plus de 110 pays et la seule lauréate de l'International Emmy Award en 2017. Elle est connue pour son rôle dans la série de Star TV (Turquie) Sefirin Kızı dans le rôle de Nare Çelebi.
À noter également ses rôles principaux dans la série Fatih Harbiye (2013-2014) sur la chaîne Show TV dans le rôle de Neriman Solmaz et dans les films Araf et Senden Bana Kalan. Tout au long de sa carrière d'actrice, Neslihan a reçu de nombreux prix et distinctions pour ses performances, dont le prix de la Meilleure actrice au Festival international du film de Tokyo.

## Biographie
Neslihan Atagül naît le 20 août 1992 à Istanbul d'une mère femme au foyer biélorusse et d'un père circassien, chauffeur. Elle a un frère nommé Ilkay. Atagül étudie le théâtre à l'université Yeditepe.   
Neslihan adore voyager et visite très souvent l'Europe. Elle aime jouer au volleyball, nager, lire, regarder des films et faire du cheval.

## Carrière professionnelle

### Ses débuts
Elle se lance dans la comédie à l'âge de 8 ans. À 13 ans, elle trouve le numéro de l'agence Erberk, propriété de Neşe Erberk; Elle a obtenu son adresse et est allé avec sa mère pour s'inscrire. Un mois plus tard, elle a joué dans une publicité en 2005.
Un an plus tard, en 2006, elle fait ses débuts d'actrice dans le film İlk Aşk, pour lequel elle remporte le premier prix de sa carrière en tant que "Jeune actrice prometteuse". Peu de temps après, elle décroche son premier rôle dans la série Yaprak Dökümü et, les années suivantes, elle doit participe à d'autres séries comme Canım Babam ou Hayat Devam Ediyor.
En 2012, elle a été remarquée pour son rôle principal dans le film Araf, pour lequel elle a remporté de nombreux prix. De plus, elle a remporté le prix de la Meilleure actrice au Festival international du film de Tokyo

### 2013-2014Fatih Harbiye
En 2013, Neslihan Atagül décroche son premier rôle principal dans la série dramatique romantique Fatih Harbiye, aux côtés de Kadir Doğulu. La série est une adaptation du livre éponyme de l'écrivain turc Peyami Safa, publié en 1931, où elle incarne Neriman Solmaz, une jeune orpheline de sa mère qui est fiancée à son petit ami de toujours jusqu'à ce qu'elle rencontre Macit Arcaoğlu (Kadir Doğulu). .
Fatih Harbiye a été créée le 31 août 2013 sur la chaîne Fox (Turquie) et est ensuite passée à Show TV. Il a duré deux saisons et s'est terminé le 10 décembre 2014.

### 2015-2017Kara Sevda, le lancement de sa carrière
En 2015, l'un des rôles les plus importants et les plus appréciés de sa carrière arrivera, celui de Nihan Sezin dans la série dramatique et romantique turque Kara Sevda. Nihan est une fille de la classe supérieure qui rencontre Kemal (Burak Özçivit), un garçon timide de la classe moyenne et ils tombent tous les deux amoureux. Leur amour est impossible à cause de la différence des classes mais ils cherchent un moyen d'être ensemble. Cependant, en raison d'un secret de famille, Nihan est contraint d'épouser Emir Kozcuoğlu (Kaan Urgancıoğlu), un homme très puissant mais très égoïste et impitoyable et quitte Kemal sans aucune explication. Pour tenter de l'oublier, Kemal décide de quitter Istanbul mais 5 ans plus tard il revient en homme d'affaires important qui cherche à se venger et qui tentera de découvrir toute la vérité.
La série est devenue une étape importante dans l'histoire internationale des séries turques, étant la première et la seule série turque à avoir reçu les prix télévisés les plus prestigieux au monde, les International Emmy Awards de la meilleure telenovela en 2017,. Elle a également reçu le prix spécial du jury. aux Seoul International Drama Awards.
Kara Sevda est devenue la série turque la plus regardée au monde, étant traduite dans plus de 50 langues et diffusée dans plus de 110 pays comme la Russie, l'Italie, l'Allemagne, l'Iran, la Slovénie, l'Uruguay, la Grèce, etc. Lors de sa diffusion aux États-Unis, elle est devenue la série étrangère la plus regardée de toute l'histoire du pays et la série turque record, atteignant une audience importante qu'aucune autre série turque n'a atteinte.
La série a été diffusée par StarTV et a compté deux saisons avec un total de 74 épisodes et, lors de sa diffusion en Turquie, c'était l'une des séries les plus regardées. Il a été créé le 14 octobre 2015 et s'est terminé le 21 juin 2017. Grâce à sa performance dans cette série, Neslihan a remporté 4 prix en tant qu'actrice et sa popularité et sa reconnaissance en tant qu'actrice ont monté en flèche, non seulement en Turquie mais aussi à l'international.
En raison du succès retentissant de Kara Sevda dans le monde, dans le musée de cire "Tachkent City Park" en Ouzbékistan, deux figures Nihan et Kemal sont exposées dans la partie consacrée à Istanbul.

### 2019-2021Sefirin Kızı
En 2019, Neslihan Atagül revient sur les écrans avec la série Sefirin Kızı, dans le rôle de Nare. Sancar (Engin Akyürek) et Nare sont amoureux depuis qu'ils sont enfants mais le père de Nare n'est pas d'accord avec leur relation et, pour les empêcher d'être ensemble, fait disparaître sa fille et fait croire à Sancar qu'elle s'est enfuie avec regret. ils se retrouvent tous les deux mais Sancar prépare son mariage avec une autre fille.
La série a été diffusée sur StarTV et a eu deux saisons avec un total de 52 épisodes. Elle a été créée le 16 décembre 2019 et s'est terminée le 11 mai 2021, et, pour sa performance dans la série, l'actrice a remporté le prix de la "Meilleure actrice" au Festival international du film d'Izmir Artemis. Cependant, à mi-parcours de la série, Neslihan a annoncé son retrait de la série en raison de problèmes de santé car il souffrait du « syndrome de l'intestin qui fuit ».      

## Vie personnelle
Neslihan Atagül (Doğulu) s'est mariée le 9 juillet 2016 avec l'acteur Kadir Doğulu, qu'elle a rencontré sur le tournage de Fatih Harbiye en 2013[réf. nécessaire].  

## Filmographie
| Cinéma     | Cinéma                                 | Cinéma          | Cinéma |
| Année      | Titre                                  | Rôle            |        |
| ---------- | -------------------------------------- | --------------- | ------ |
| 2006       | İlk Aşk                                | Genç Bahar      |        |
| 2012       | Araf                                   | Zehra           |        |
| 2015       | What's Left of You (Senden Bana Kalan) | Elif            |        |
| Télévision |                                        |                 |        |
| Année      | Titre                                  | Rôle            |        |
| 2006–2010  | Yaprak Dökümü                          | Deniz           |        |
| 2011       | Canım Babam                            | Pınar           |        |
| 2011–2012  | Hayat Devam Ediyor                     | Şirin Bakırcı   |        |
| 2013–2014  | Fatih Harbiye                          | Neriman         |        |
| 2015–2017  | Kara Sevda                             | Nihan kozcuoğlu |        |
| 2020-20... | Sefirin Kızı                           | Nare (gumiyy)   |        |

## Récompenses et distinctions
| Année | Prix                                              | Catégorie                                 | Pour ..    | Résultat   |
| ----- | ------------------------------------------------- | ----------------------------------------- | ---------- | ---------- |
| 2007  | 14e Golden Cocoon Film Festival                   | Espoir "jeune actrice"                    | İlk Aşk    | Lauréat    |
| 2012  | Moscow 2morrow Film Festival                      | Meilleure actrice 'maintenant et à venir' | Araf       | Lauréat    |
| 2012  | 19e Golden Cocoon Film Festival                   | Espoir "jeune actrice"                    | Araf       | Lauréat    |
| 2012  | 25e Tokyo International Film Festival             | Meilleure actrice                         | Araf       | Lauréat    |
| 2012  | Pune International Film Festival (en)             | Meilleure performance                     | Araf       | Lauréat    |
| 2012  | 45e Cinema Writers Association Awards             | Meilleure actrice                         | Araf       | Lauréat    |
| 2013  | 16e Uçan Broom International Women Films Festival | Jeune actrice                             | Araf       | Lauréat    |
| 2016  | 16e Magazinci.com Internet Media (Bests)          | Actrice de l'année                        | Kara Sevda | Lauréat    |
| 2016  | 7e KTÜ Media Awards                               | Actrice la plus aimée                     | Kara Sevda | Lauréat    |
| 2016  | Ege University 5e Media Awards                    | Meilleure actrice                         | Kara Sevda | Nomination |
| 2016  | MGD 22e Golden Lens Awards                        | Meilleure actrice TV dramatique           | Kara Sevda | Lauréat    |
| 2016  | 6e Ayaklı Newspaper TV Stars Awards               | Meilleure actrice TV dramatique           | Kara Sevda | Nomination |
| 2016  | 11e Seoul International Drama Awards              | Meilleure actrice                         | Kara Sevda | Nomination |
| 2016  | 43e Pantene Golden Butterfly Awards               | Meilleure actrice                         | Kara Sevda | Nomination |
| 2016  | 43e Pantene Golden Butterfly Awards               | Meilleur couple de TV (Nihan & Kemal)     | Kara Sevda | Nomination |
| 2017  | 5e Bilkent TV Awards                              | Meilleure actrice TV dramatique           | Kara Sevda | Nomination |
| 2017  | 1er Müzikonair Awards                             | Meilleure Actrice TV                      | Kara Sevda | Lauréat    |
| 2017  | 1er Turkey Children Awards                        | Meilleure actrice TV                      | Kara Sevda | Nomination |